# مرغ گوشه‌گیر
مرغ گوشه‌گیر یا مگس‌مرغ گرمسیری (نام علمی: Phaethornithinae) نام یک زیرخانواده از تیره مگس‌مرغ است.